# ذبيح الله المحلاتي
الشيخ ذبيح الله بن محمد علي بن علي أكبر المحلاتي (1310 هـ - 1403 هـ). هو رجل دين وخطيب حسيني وفقيه ومحدث ومؤرّخ شيعي إيراني ومؤلف لعدد من الكتب في مجال التاريخ والفقه والعقيدة. أصله من مدينة محلات وقد عاش فترة طويلة في العراق حيث درس في الحوزة العلمية ومارس التدريس والتأليف ووظائف دينية مختلفة ورجع في أواخر عمره إلى إيران وتوفي بها.

## سيرته
ولد في مدينة محلات وبها ابتدأ دراسة مقدمات العلوم الحوزوية ثم انتقل إلى النجف واستفاد من دروس عدد من المراجع ورجال الدين ومنهم: عبد الحسين الرشتي، وحسن الصدر، ومحمد الفيروز آبادي، ومحمد جواد البلاغي، ومحمد حسين النائيني، وأبو الحسن الأصفهاني.
رحل إلى سامراء بعد إحدى عشرة سنة من إقامته في النجف ودراسته في حوزتها ونيله شهادات الاجتهاد وإجازات الرواية، وتتلمذ هناك عند آغا بزرگ الطهراني ثُمّ صارت له حلقته الدراسية الخاصة وألّف عدداً من كتبه هناك.
وارتحل إلى طهران بعد خمسة وعشرين سنة من إقامته في سامراء وواصل هناك أعماله الدينية والتأليف.

## مؤلفاته
للمحلّاتي عدد من المؤلَّفات الفارسيَّة والعربيَّة، ومنها:
- الحق المبين في قضية أمير المؤمنين.[4][5]
- صندوق النفائس. كشكول باللغة الفارسية قال فيه آغا بزرگ الطهراني: ”فيه فوائد متفرقة من أنواع المعارف والعلوم الأدبية والتاريخية والتفسير والفقه والكلام وغيرها.“[6]
- السيوف البارقة على حام الصوفية المارقة. باللغة الفارسية وأُلف في الرد على الصوفية.[7]
- خير الكلام في رد عدو الإسلام. باللغة الفارسيَّة، ويقع في مجلّدين من الحجم الكبير وهو في رد رسالات أحمد الكسروي.[8]
- ساحل النجاة. باللغة الفارسية ومحتواه حول مضرّات الخمر والترياك، ويقع مئة وتسع صفحات، وقد طُبع الكتاب أول مرة في طهران سنة 1372 هـ.[9]
- مآثر الكبراء في تاريخ سامراء. يقع في 11 مجلد بدأ فيه بأسماء سامراء ووجه تسميتها وأول بنائها وسائر أحوالها، والمجلد الرابع منه في أحوال الحسن العسكري، والمجلدان الخامس والسادس في حياة الإمام الثاني عشر محمد بن الحسن العسكري؛ والسابع والثامن في أحوال اصحاب الامامين علي الهادي والحسن العسكري؛ والجزء التاسع والعاشر في أحوال خلفاء بني العباس، والجزء الحادي عشر في أحوال الشعراء والأدباء زمن الدولة العباسية.

العنوان: مقدمة الجزء الرابع من كتاب مآثر الكبراء في تاريخ سامرء المطبوع سنة 2016 م والناشر مركز تراث سامراء
```
| العنوان = معجم المطبوعات النجفية
| المسار =
http://shiaonlinelibrary.com/الكتب/3421_معجم-المطبوعات-النجفية-محمد-هادي-الأميني/الصفحة_109

| الصفحات =114
}}
```

</ref> وكان قد أسماه في البداية ضياء النيرين في مآثر العسكريين ثُمّ عدل إلى الاسم الحالي.
- رياحين الشريعة في مآثر الفضليات من نساء الشيعة.[12] يقع الكتاب في خمس مجلّدات، وقد خصّص ثلاثمئة صفحة من المجلّد الأول للحديث عن فاطمة الزهراء، وخصّص أحد مجلدات الكتاب كله للحديث عن زينب بنت علي بن أبي طالب.[13]

|  | - قرة العين في حقوق الوالدين. باللغة الفارسية، وقد جمع فيه أحاديث كثيرة في باب حقوق الوالدين مع البيان والتوضيح بالفارسية، وقد أدرج فيه كتاب التعريف بحقوق الوالدين للكراجكي، وألحق به أخباراً أُخُرْ وزيادات، وقد فرغ منه في الكويت سنة 1368 هـ، وزاد على مائة صفحة. - فرسان الهيجاء. كتبه في شرح أحوال الحسين بن علي بن أبي طالب. - وقائع الأيام. يقع هذا الكتاب في ثمانية مجلدات؛ المجلد الأول في وقائع رجب وشعبان، ثم ثلاث مجلدات في وقائع رمضان، والمجلد الخامس وقائع شوال وذي القعدة وذي الحجة، والمجلد السادس وقائع محرم وصفر، والمجلد السابع وقائع الربيعين (أي شهري ربيع الأول وربيع الثاني)، والمجلد الثامن وقائع الجماديين (أي شهري جمادى الأولى وجمادى الآخرة). وقد ألّف فيما سبق كتاباً مختصراً بعنوان قلائد النحور في وقائع الأيام والشهور. - مطلوب الراغب في حكم اللحى والشارب. باللغة الفارسيَّة. - الكلمة التامة في تراجم أحوال أكابر العامة. باللغة الفارسية في خمس مجلدات شرع في كتابته في سامراء سنة 1341 هـ، وفرغ منه في شعبان 1350 هـ. - نار الله الموقدة على الكافرين في حروب أمير المؤمنين. - كشف الغرور في مفاسد السفور. بالفارسية وقد ألّفه في سامراء وفرغ منه في التاسع والعشرين من جمادى الآخرة 1359 هـ، وقد جمع فيه آيات وأحاديث وكلمات وحكايات عن السفور. |